# Granuláció (fémművesség)
A granuláció ötvösművészeti eljárás volt az ókorban a fémtárgyak felületének aranyozására, majd a módszer feledésbe merült. A fémfelületre apró (sokszor tizedmilliméternél is kisebb) aranygolyócskákat, úgynevezett granulákat forrasztottak, és ezekkel vagy a teljes felületet beborították, vagy mintákat alakítottak ki rajta.
Ismerték az Egyiptomban, az ókori Keleten és az ókori Európában egyaránt. Az etruszkok fejlesztették a legnagyobb tökéletességre az i. e. 7–i. e. 5. században.
Az eljárást azóta sem sikerült utánozni: vagy a forrasztófém folyt be a szemcsék közé és tömte el a mintát, vagy maguk a szemcsék olvadtak meg. 1933-ban aztán az angol H. A. P. Litterdale kidolgozta a "kolloid-keményforrasztás" módszerét, amivel az etruszk granulációhoz közelíti eredményeket ért el. Az ő eljárásában a csöpp aranyszemeket olyan péppel ragasztják az alapra, amely hevítés hatására időleges ragasztóként és forrasztóanyagként viselkedik.